# Spit (wspinaczka)

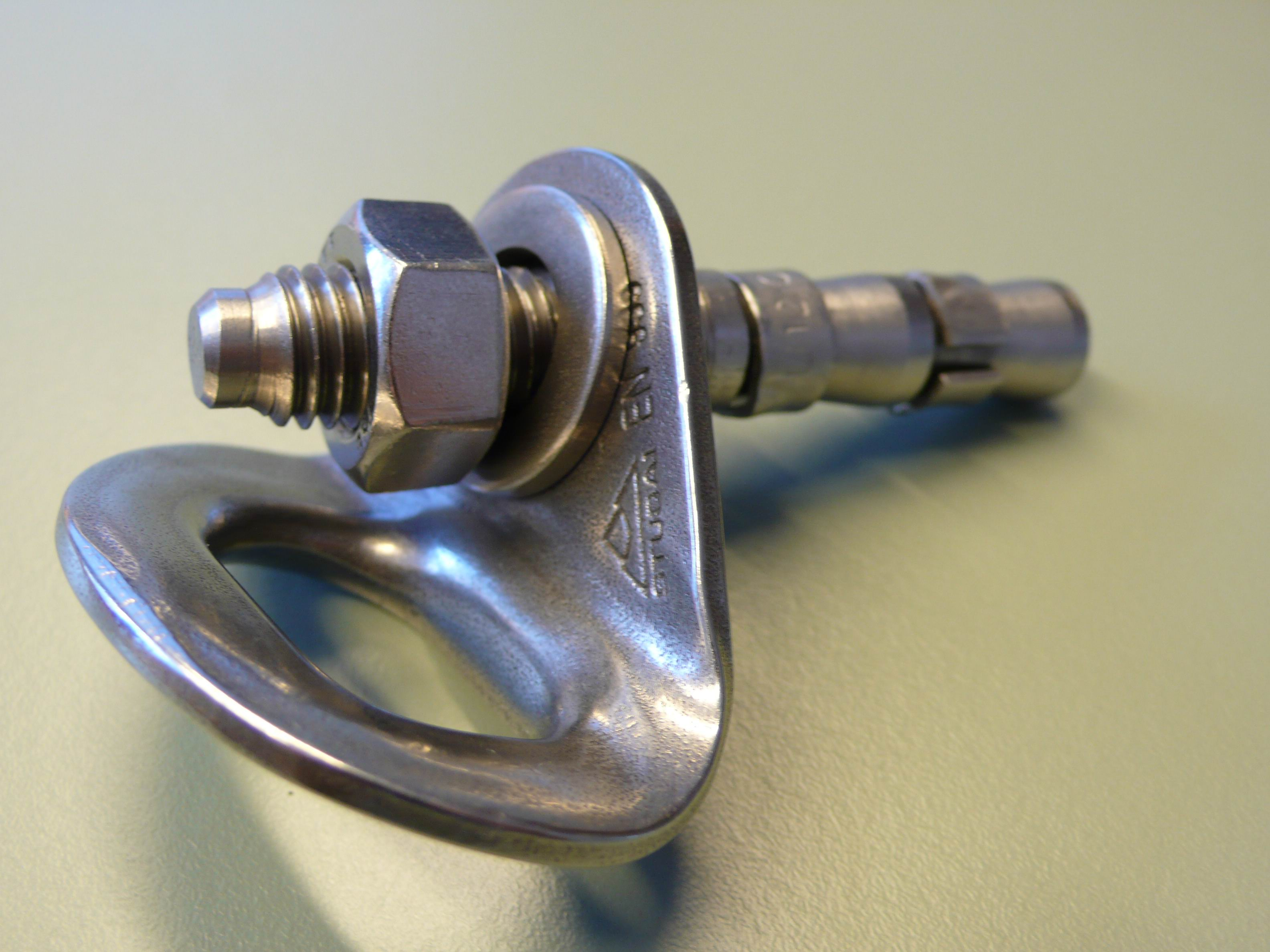
Spit firmy Stubai wraz z plakietką i nakrętką. Podczas nakręcania plakietki wysuwający się z otworu w skale trzpień powoduje rozpieranie dwóch naciętych, sprężystych tulejek stożkowatymi klinami

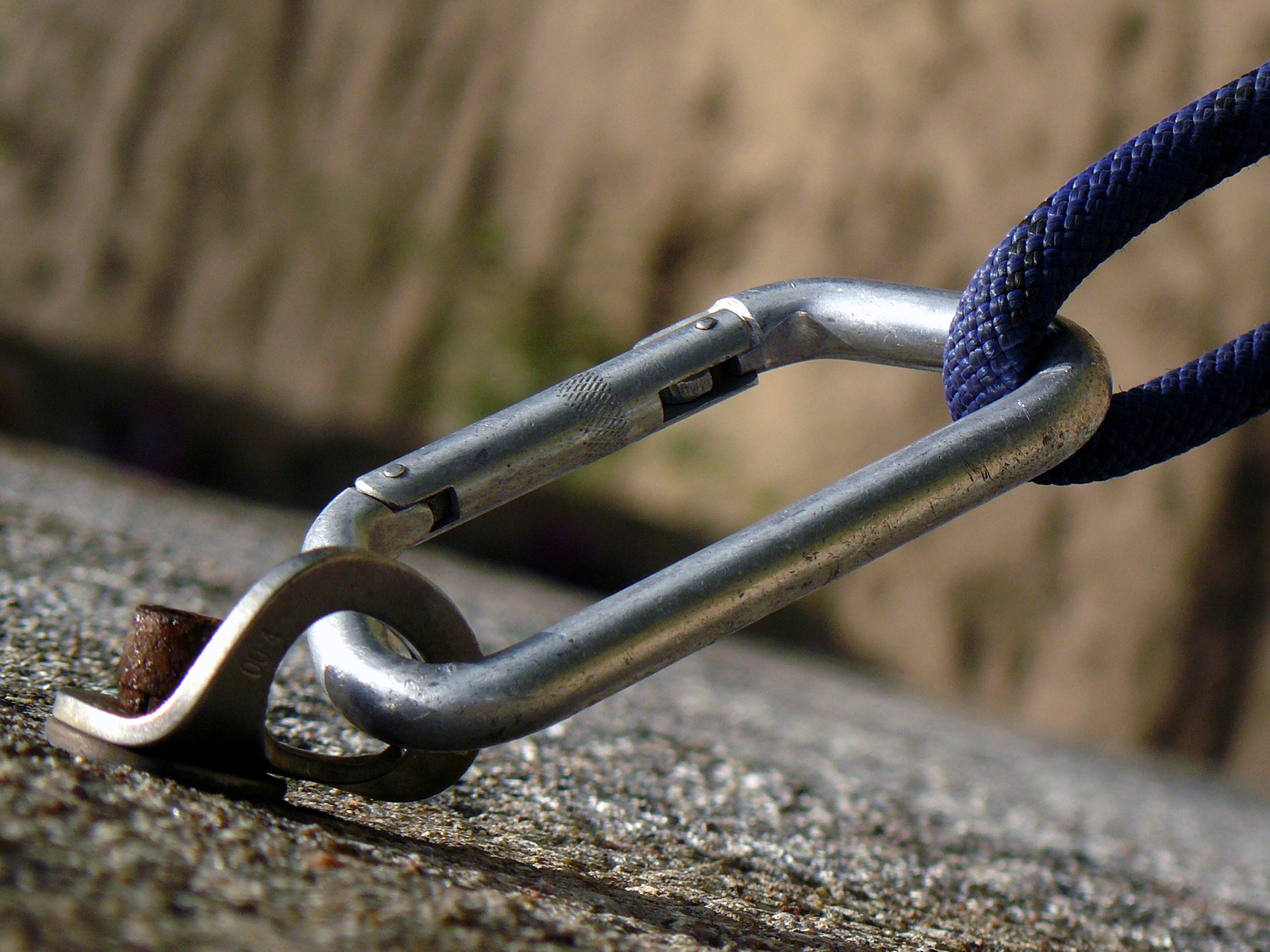
Osadzony w murze spit (po lewej) z wpiętym do plakietki karabinkiem i liną

Spit (wspinaczka) – nazywany również nitem, rodzaj kotwy do osadzania w skale stałych punktów asekuracyjnych lub zjazdowych. Spit składa się z:
- umieszczanej w skalnym otworze rurki,
- wbijanego w tę rurkę klinowatego trzpienia, powodującego rozpieranie się rurki w otworze,
- wkręcanej do środka rurki śruby z plakietką, przez którą przekłada się karabinek (przeważnie będący częścią ekspresu).

Otwory w skale służące do osadzania spitów wykonuje się wiertarką ze specjalnym wiertłem lub spitownicą (wówczas w charakterze wiertła wykorzystywana jest rurka będąca częścią osadzanego spita).
W porównaniu z innymi stałymi punktami asekuracyjnymi – ringami, spity są łatwiejsze do szybkiego osadzania, ale też mniej niezawodne i nie tak trwałe. Ponadto, odkręcane plakietki spitów bywają przedmiotem kradzieży. Osadzanie spitów nazywane jest spitowaniem.